# Scongiuro
Lo scongiuro è un termine comune che indica una forma di esorcismo per evitare ogni possibile danno derivato dalle forze maligne. Esso può essere espletato attraverso supplica o preghiera. Il termine è nato in antichità remote.

## Nella cultura di massa
- «Scongiuri di Mereseburgo», antico frammento di scrittura Germanica con datazione incerta (750 circa). Ritrovato per caso dentro una copertina di un messale di Merseburg risalente al X secolo. qui erano rivolte alle Walchirie, a Odino e ad altre divinità germaniche. Inoltre è presente anche una supplica in favore di un cavallo azzoppato.